# Andi Deris

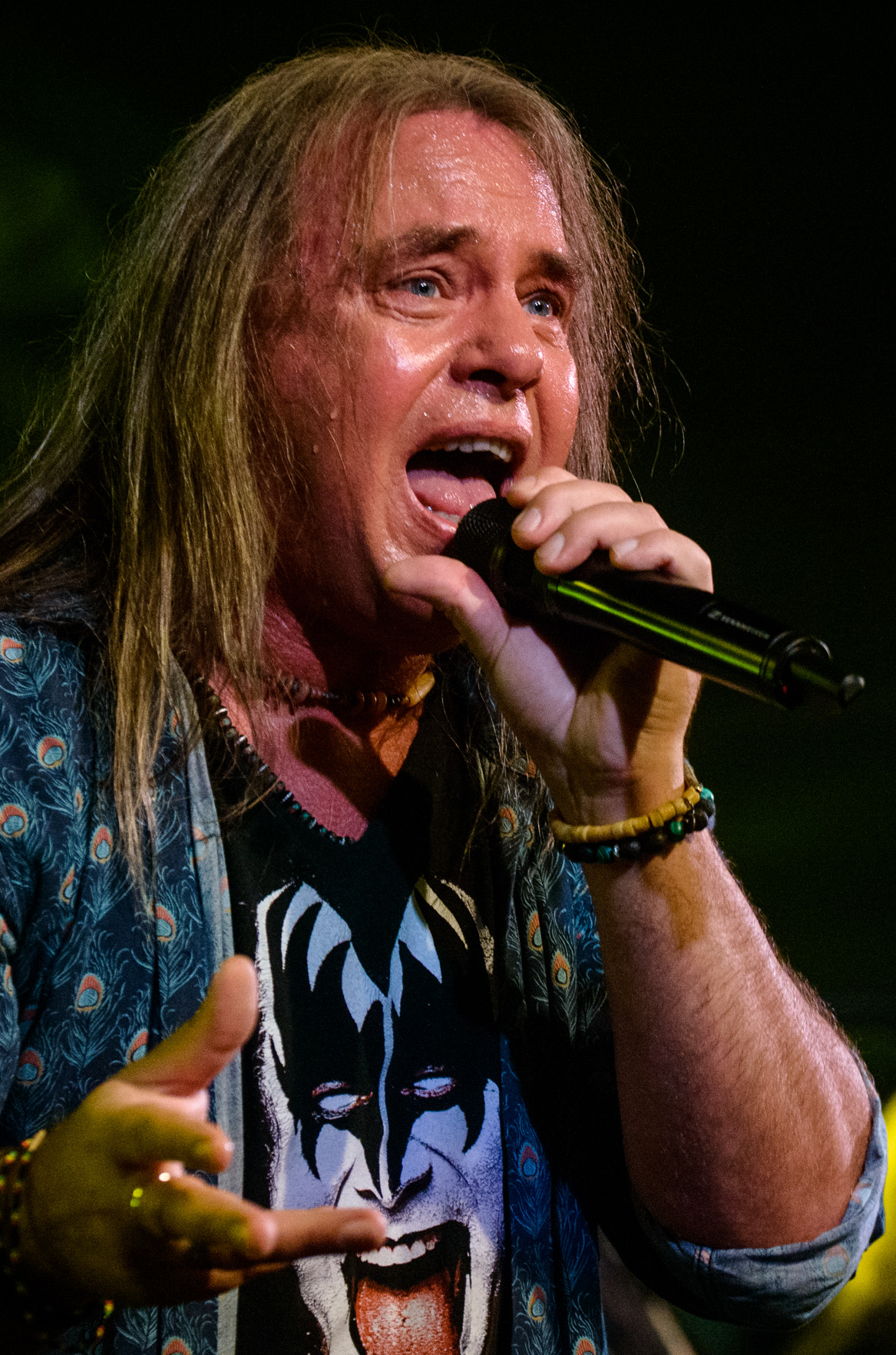
Deris bei einem Live-Auftritt mit Helloween (2016)

Andreas „Andi“ Deris (* 18. August 1964 in Karlsruhe) ist der Sänger und Hauptkomponist der deutschen Power-Metal-Band Helloween.

## Biografie
Deris wuchs in Neuburgweier auf. Seine erste elektrische Gitarre erwarb er im Musikhaus Schlaile in Karlsruhe.

### Erste Band (1979–1987)
Andreas Deris begann seine Karriere als Sänger in seiner ersten Band mit dem Namen Paranoid, die er zusammen mit seinem Schulfreund Ralf Maurer gegründet hatte. Als Andreas Deris 17 Jahre alt war, benannte sich Paranoid in Nameless um.
Deris schloss sich Mitte der 80er Jahre der Band Dragon an, bestehend aus den Brüdern Bruno und Oscar Di Blasio sowie Bernd und Stefan Lüddemann (ehemalige Hot-Legs-Mitglieder). Man spielte viele Konzerte in der Region Karlsruhe, ging in Edo Zankis Studio in Karlsdorf und schließlich ins Arco Studio, München, um das erste Demo mit Produzent Tony Monn aufzunehmen. Folgende Songs waren enthalten: I Was Made to be With You, Call Me Up, I Hear the Angels Singing, Ballade of Glory und Rock Your Body Down. Am Schlagzeug half während der Aufnahmen Bodo Schopf (ehemals Michael Schenker Group) aus. Dann wurde es ruhig um die Band.
1986 beendete Deris seinen Wehrdienst, die Band verstärkte sich mit Bassist Daniel DeNiro und Schulfreund Ralf Maurer am Schlagzeug und nannte sich nun KYMERA. Es folgten einige Showcase-Auftritte in Hamburg, KYMERA erhielt einen Verlagsvertrag bei der Francis, Day & Hunter Publishing Hamburg und nahm im Katapult Tonstudio in Karlsruhe das nächste Demo mit den Songs Hello U.S.A., Hot Looking Romeo, Send Me a Letter und neu arrangierten Versionen von I Was Made to be With You, Call Me Up und Woman auf.
Nach ein paar weiteren Konzerten verließ Schlagzeuger Ralf Maurer die Band, um sich auf sein Studium zu konzentrieren. Der junge talentierte Kosta Zafiriou ersetzte ihn. Wenig später gründete er mit Deris schließlich Pink Cream 69.

### Pink Cream 69 (1987–1993)
Im Jahr 1987 gründete Andi Deris zusammen mit Kosta Zafiriou und dem Gitarristen Alfred Koffler die Band Pink Cream 69, in die noch der Bassist Dennis Ward aufgenommen wurde. Hier feierte Deris, insbesondere nachdem der Nachwuchswettbewerb der Rockfabrik Ludwigsburg gewonnen worden war, seine ersten Erfolge. Deris verließ die „Pinkies“ nach bandinternen Streitigkeiten jedoch im Jahr 1993 und trat den Hamburgern Helloween bei, die sich gerade von ihrem Sänger Michael Kiske getrennt hatten.

### Helloween (1993–heute)

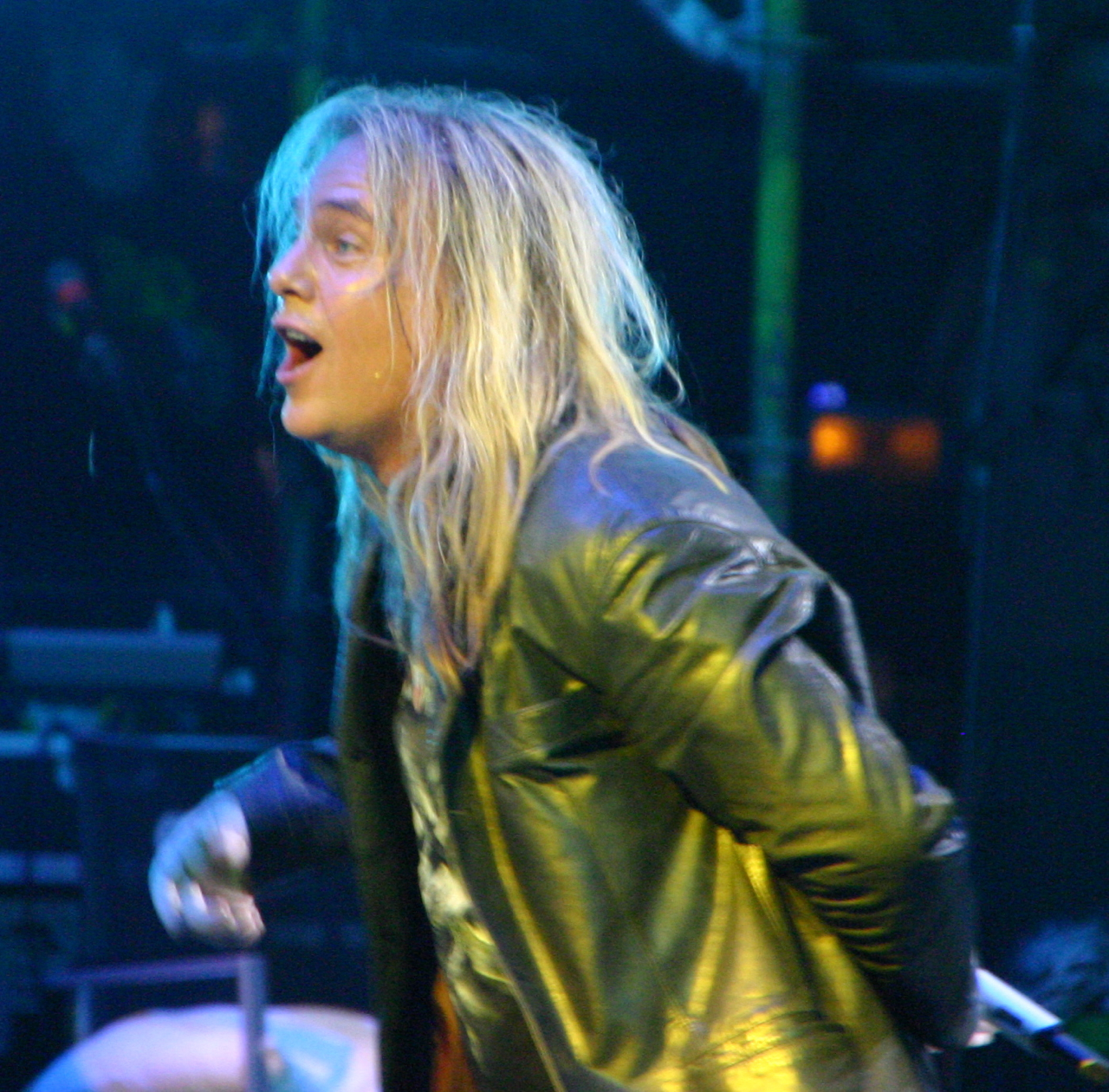
Andi Deris auf der Haltestelle Woodstock 2011

Zu der Zeit, als Deris Helloween beitrat, befand sich die Band in einer schwierigen Situation. Kiske galt als äußerst talentiert und Deris wurde von einigen Fans als Fremdkörper innerhalb der Band betrachtet, obwohl die letzten zwei Helloween-Alben (Pink Bubbles Go Ape und Chameleon) meist als von unterdurchschnittlicher Qualität erachtet wurden.
Mit Master of the Rings sang Deris im Jahr 1994 als Antwort auf die Skepsis ihm gegenüber ein durchaus positiv rezipiertes Helloween-Album ein. Das Nachfolgewerk The Time of the Oath aus dem Jahr 1996 – ein Konzeptwerk über Nostradamus – war das endgültige Comeback für Helloween und etablierte die Band wieder als Größe im Power Metal. Trotz mehrerer Line-up-Wechsel nach The Dark Ride (2000) konnte sich die Band bis heute äußerst erfolgreich halten. Viele Single-Auskopplungen sind Kompositionen von Deris.
Ende der 1990er Jahre veröffentlichte Andi Deris zwei Soloalben. Auf Come In from the Rain und Done by Mirrors sind Metal-, Rock-Songs und Balladen zu hören.

### Privates
Seit 1998 wohnt er mit seiner Familie auf Teneriffa.

## Diskographie (Auszug)
mit Pink Cream 69
- 1989: Pink Cream 69
- 1991: One Size Fits All
- 1993: Games People Play

mit Helloween
- 1994: Master of the Rings
- 1996: The Time of the Oath
- 1998: Better Than Raw
- 1999: Metal Jukebox
- 2000: The Dark Ride
- 2003: Rabbit Don’t Come Easy
- 2005: Keeper of the Seven Keys – The Legacy
- 2007: Gambling with the Devil
- 2010: Unarmed – Best of 25th Anniversary
- 2010: 7 Sinners
- 2013: Straight Out of Hell
- 2015: My God-Given Right
- 2019: United Alive in Madrid
- 2021: Helloween

Solokarriere
- 1997: Come In from the Rain
- 1999: Done by Mirrors